# Colli Orientali del Friuli-Picolit

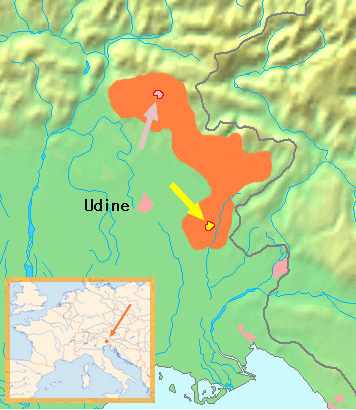
DOC Colli Orientali del Friuli
Die DOCG Cialla ist mit einem gelben Pfeil gekennzeichnet
Mit einem violetten Pfeil ist die DOCG Ramandolo markiert

Der Colli Orientali del Friuli Picolit ist ein italienischer Dessertwein, der in italienischen Region Friaul-Julisch Venetien hergestellt wird. Der Wein hat seit 1970 eine „geschützte Herkunftsbezeichnung“ (Denominazione di origine controllata – DOC), die im Jahr 2006 in eine „kontrollierte und garantierte Denomination“ (Denominazione di Origine Controllata e Garantita – DOCG) hinaufgestuft wurde.
Der Picolit galt lange Zeit als Italiens berühmtester, bester und auch teuerster Dessertwein und wurde dem Château d’Yquem gleichgestellt, eine Bewertung, die weder dem Charakter des Weines entspricht, noch mit den durchschnittlich angebotenen Qualitäten in Einklang zu bringen ist. Vor allem im 18. und 19. Jahrhundert war er an den Fürstenhöfen Europas äußerst beliebt. Mit dem Sinken der Nachfrage nach Süßweinen im 20. Jahrhundert geriet auch der Picolit in Vergessenheit; auch die schwankenden Qualitäten, die den anhaltend hohen Preis dieses Weines nicht immer gerecht wurden, schadeten seinem Ruf.

## Anbaugebiet
Das Anbaugebiet liegt in der Region Friaul-Julisch Venetien im Nordosten Italiens. Die zugelassenen Bereiche sind in der Denomination sehr genau beschrieben.
Um dem allgemeinen Reputationsverlust dieses berühmten Weines entgegenzusteuern, wurde 2006 die DOCG „Colli Orientali del Friuli Picolit“ mit ihrem Zentrum in Cialla nahe der Grenze zu Slowenien eingerichtet.

## Erzeugung
Picolits müssen zu mindestens 85 % aus der Weißweinrebe Picolit Bianco, die vermutlich aus dem Friaul stammt, und höchstens 15 % anderen analogen Rebsorten, die für den Anbau in der Region Friaul zugelassen sind, bestehen. Die Rebsorte Picolit Bianco wird auch nur im Friaul angebaut.
Der Picolit wird aus spät gelesenem, oder auch aus einige Wochen auf Strohmatten angetrocknetem Lesegut hergestellt, das meist einen oder mehrere Tage entstielt maischt, bevor es gepresst wird und in Gärfässern oder Stahltanks sehr langsam vergärt. Die anschließende Reifung erfolgt in Barrique-Fässern. Die besten Qualitäten entstammen dem spät gelesenen Erntegut, das die Winzer lieber am Rebstock trocknen lassen.
Die Weine werden meist in Holzfässern ausgebaut. Einfache Picolits dürfen nicht vor dem 1. September des auf die Ernte folgenden Jahres in den Handel gelangen. Die Weine aus der Subzone „Cialla“ dürfen erst ab dem 1. September des zweiten auf die Ernte folgenden Jahres abgegeben werden. Das Jahr der Ernte muss auf dem Etikett angegeben werden. Zusatzprädikate wie „Riserva“, „Superiore“ oder „Classico“ sind nicht gestattet.
In der Flasche erhält der Picolit im Gegensatz zu anderen Süßweinen seine maximale Trinkreife nur einige Jahre, bevor er langsam beginnt abzubauen, während er sich im Fass über Jahrzehnte lagern lässt und weiter entwickelt.

## Beschreibung
Laut Denomination (Auszug):
- Farbe: mehr oder weniger intensives Goldgelb
- Geruch: intensiv, manchmal nach Passito, fein, angenehm, mit einem leichten Hauch von Holz
- Geschmack: lieblich oder süß, warm, harmonisch, bisweilen mit Anklängen von Holz
- Alkoholgehalt: mindestens 15,0 Vol.-%
- Säuregehalt: mind. 4,0 g/l
- Trockenextrakt: mind. 26,0 g/l

Ein Restzuckergehalt ist nicht vorgegeben, liegt aber bisweilen bei etwas mehr als 100 g/Liter. Gelungene, sorgfältig vinifizierte Produkte sind Weine, die trotz ihrer vorherrschenden Süße über eine feine Säurestruktur verfügen und auch tanninbetont sein können. Charakteristisch sind das Wiesenblumenbouquet und die deutlichen Obst- vor allem Birnenaromen. Heute kommen wieder bemerkenswerte Produkte in den Handel, denen allerdings mit den Weinen aus der nicht weit entfernten DOCG Ramandolo ein zumindest ebenbürtiger Konkurrent erwachsen ist.